# Pholidocarpus majadum
Pholidocarpus majadum är en enhjärtbladig växtart som beskrevs av Odoardo Beccari. Pholidocarpus majadum ingår i släktet Pholidocarpus och familjen Arecaceae. Inga underarter finns listade i Catalogue of Life.